# Reserva natural de Dersingham Bog

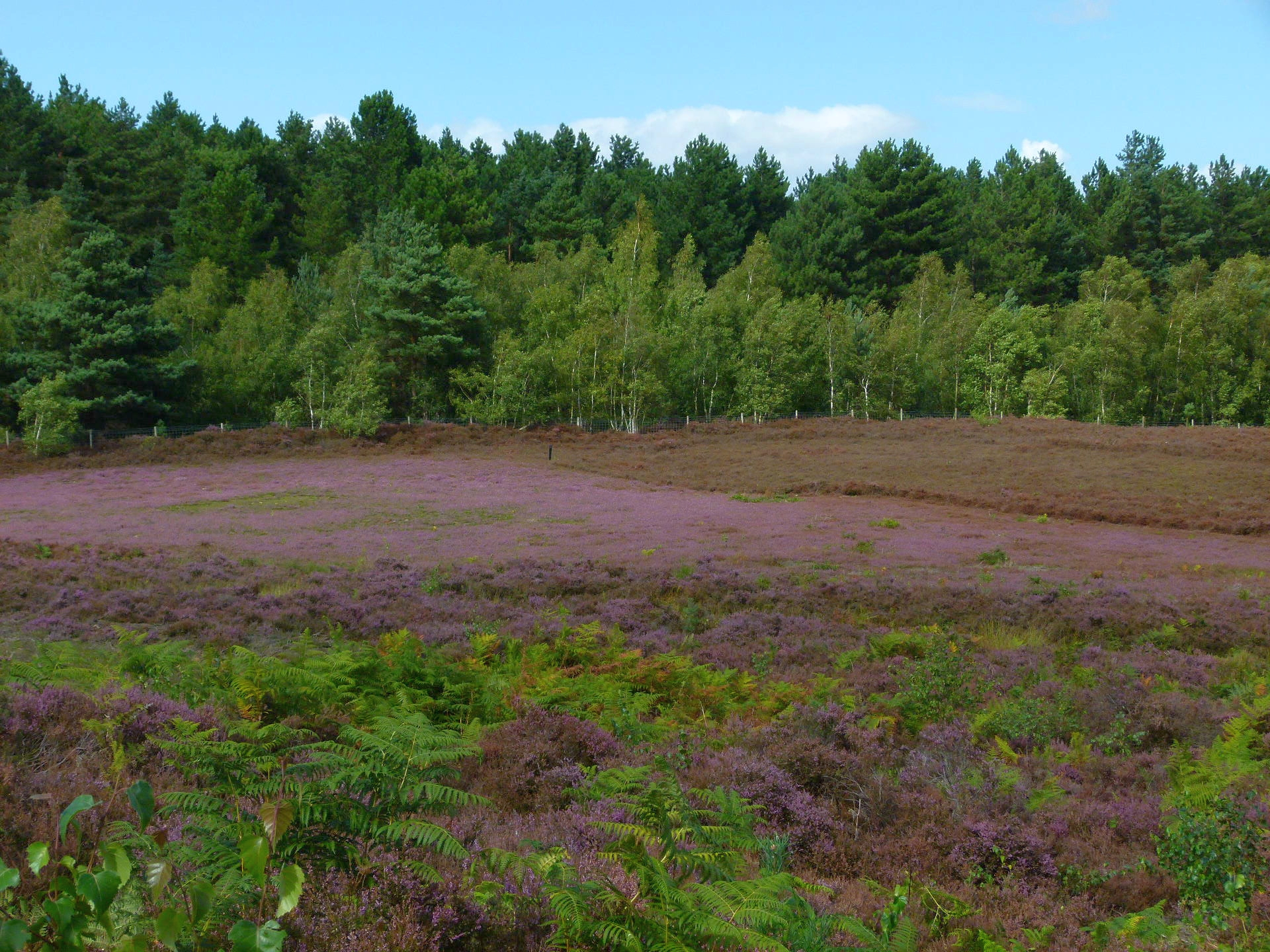
Brezo floreciendo en la ciénaga de Dersingham.

La Reserva Natural de Dersingham Bog es una Reserva Natural en Norfolk, England, donde se pueden observar tres hábitats distintos, zona húmeda, brezal y bosque. El valle ácido de la zona inundada se encuentra sobre todo en las partes bajas de la reserva donde el suelo está anegado la mayor parte del año. 

## Localizaciónn
Dersingham Bog está cerca de los pueblos del oeste de Norfolk llamados Dersingham y Wolferton y es una de las pocas zonas deshabitadas que se mantienen en esta parte de Norfolk que en otro tiempo estuvo dedicada a la agricultura intensiva. La reserva es parte del Real Sitio de Sandringham.

## Hábitats y fauna
El pantanal de turba ácida y húmeda crea las condiciones ideales para distintas y exclusivas especies de plantas como el asfódelo de ciénaga (Narthecium ossifragum), Round-Leaved Sundew (Drosera rotundifolia), la juncia ganchuda blanca (Rhynchospora alba) y el  arándano. También alberga insectos atípicos como pueden ser la libélula  (Sympetrum danae) y polillas como la Light Knot Grass (Acronicta menyanthidis). En la oscuridad es posible ver los gusanos luminosos. El pantanal se encuentra en el llano con turba poco profunda. 
Existe una escarpa empinada, la cual contiene amplias extensiones de brezal seco y de bosque que marcan el borde de una Terraza marina (antigua línea de costa). El bosque en Dersingham es bastante joven y contiene ejemplares como Pinus sylvestris, roble, castaño, sicomoro y abedul. El bosque atrae aves como pinzones, el piquituerto común, Asio otus, Anthus trivialis, Lullula arborea, Tadorna, Caprimulgidae, y sparrowhawk.

## Acceso
Toda Reserva Natural de Dersingham está abierta y existen rutas bien indicadas para facilitar el acceso a los visitantes a este espacio. Hay aparcamientos gratuitos en Wolferton y Scissors Cross. 

## Gestión
La reserva está gestionada por Naturaleza de Inglaterra